# Ekspozytura Nr 3 Oddziału II Sztabu Głównego
Ekspozytura Nr 3 Oddziału II Sztabu Głównego – ekspozytura wywiadu płytkiego Oddziału II Sztabu Głównego.

## Historia ekspozytury
Ekspozytura Nr 3 Oddziału II SG z siedzibą w Bydgoszczy została utworzona w 1930 z połączenia organizacyjnego i personalnego dotychczasowej Ekspozytury Nr 3 w Poznaniu oraz Ekspozytury Nr 7 w Wolnym Mieście Gdańsku (występującej pod nazwą „Biuro Informacyjne Gdańsk”).
Obszar prac rozciągał się od Hamburga i Berlina na zachodzie, do Kłajpedy na wschodzie.
Oficerowie ekspozytury współdziałali z funkcjonariuszami inspektoratów okręgowych Straży Granicznej: Mazowieckiego, Pomorskiego i Wielkopolskiego.
Organizacja ekspozytury:
- Posterunek Oficerski nr 1 w Mławie (przeniesiony z Ciechanowa) – mjr kaw. Kazimierz Wyszosław Tomasik[3][a]
- Posterunek oficerski nr 2 w Grudziądzu
- Posterunek oficerski nr 3 w Starogardzie (od maja 1939) – mjr piech. Jan Rowiński
- Posterunek oficerski nr 4 w Poznaniu – kpt. Henryk Schmidt
- Posterunek oficerski nr 5 w Lesznie (od IV 1939[5]) – kpt. piech. Leonard Brunon Macura
- Posterunek oficerski nr 6 w Białymstoku – kpt. Mieczysław Susicki
- Posterunek oficerski nr 7 w Wolnym Mieście Gdańsku – mjr piech. Marian Włodarkiewicz[b]
- Placówka wywiadowcza przy Konsulacie RP w Pile (III Rzesza)
- Placówka wywiadowcza przy Konsulacie RP w Kwidzynie (III Rzesza)

## Kadra ekspozytury
Szefowie ekspozytury
- mjr Marian Steifer (1 IV 1924 – 26 IV 1928 → zastępca dowódcy 10 pac)
- mjr dypl. art. Wiktor Alojzy Jakubowski (24 VII 1928 – 1929 → zastępca dowódcy 10 pac)
- ppłk dypl. kaw. Jan Tatara (23 VIII 1929 – 29 I 1930 → p.o. szefa wydziału w Oddziale II SG)
- kpt. / mjr piech. Jan Żychoń (I 1930 – IX 1939)

Obsada personalna w marcu 1939
- szef – mjr piech. Jan Żychoń
- zastępca szefa – mjr adm. (piech.) Czesław Bolesław Janicki[d]
- kierownik referatu organizacyjnego – mjr łącz. Witold Langenfeld* (do VII 1939 → szef Ekspozytury nr 6 w Łodzi)
- referent – kpt. art. Seweryn Dębski
- referent – kpt. adm. (art.) Edmund Mieczysław Piechowiak*
- kierownik referatu kontrwywiadu – rtm. Witold Synoradzki
- kierownik referatu ogólnego – kpt. piech. Leonard Brunon Macura[e]
- kierownik referatu technicznego – mjr piech. Jan Rowiński*[f]